# 1936年ベルリンオリンピックのニュージーランド選手団
1936年ベルリンオリンピックのニュージーランド選手団（1936ねんベルリンオリンピックのニュージーランドせんしゅだん）は、1936年8月1日から8月16日にかけてドイツの首都ベルリンで開催された1936年ベルリンオリンピックのニュージーランド選手団、およびその競技結果。

## 概要
今大会は金メダル1個、合計1個のメダルを獲得した。

## メダル
| メダル | 選手名               | 競技 | 種目      |
| ------ | -------------------- | ---- | --------- |
| 金     | ジャック・ラブロック | 陸上 | 男子1500m |